# Hans-Christian-Andersen-Park

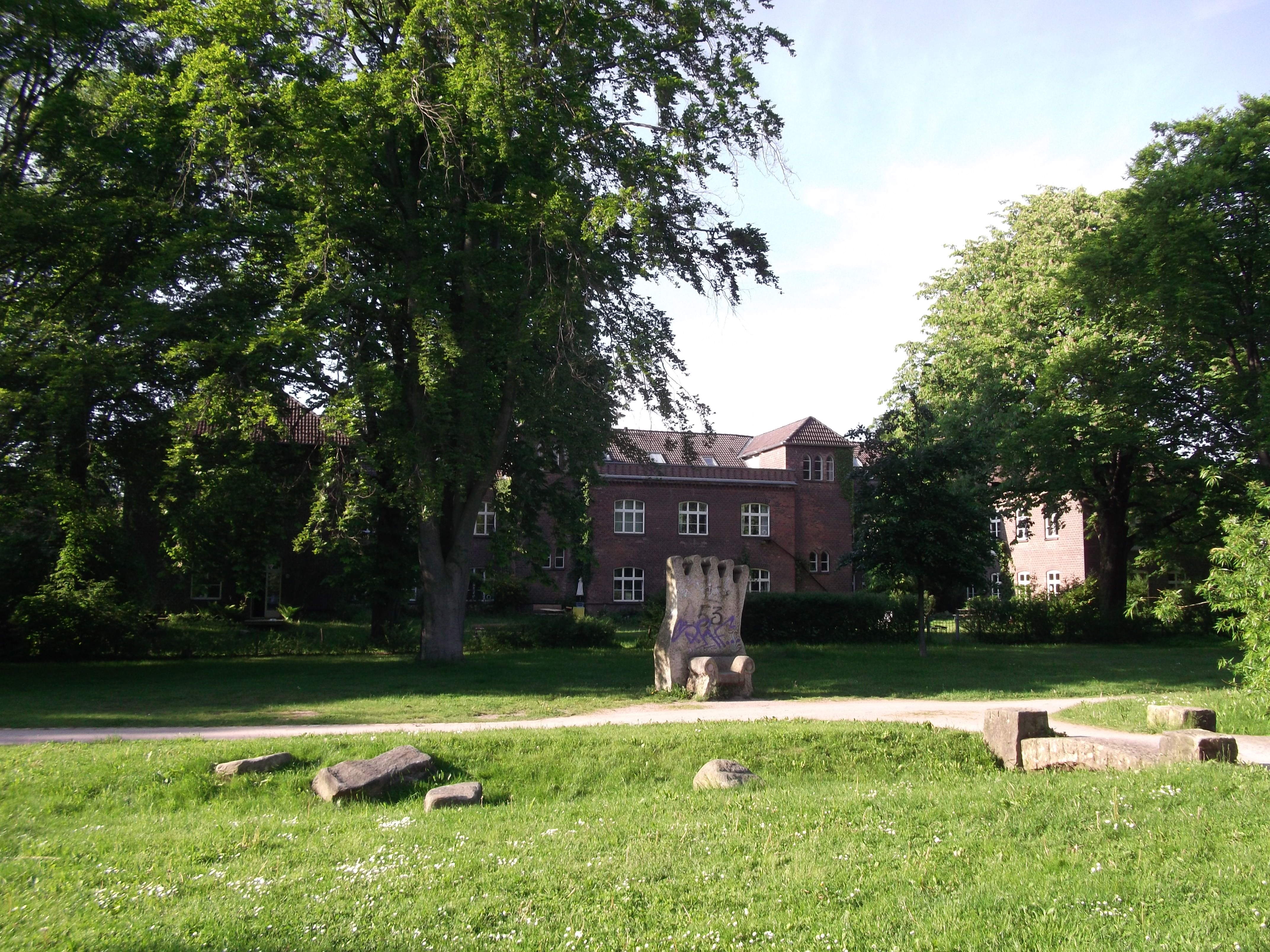
Hans Christian Andersen-Park, im Hintergrund das ehemalige „Landpflegeheim“

Der nach dem dänischen Dichter und Schriftsteller benannte Hans-Christian-Andersen-Park in Hamburg-Osdorf wurde 2005 eröffnet und hat eine Größe von etwa 14,7 Hektar.
Er wurde angelegt, um einen Ausgleich für die stärker gewordene Bebauung in Alt-Osdorf zu schaffen. Bei der Einweihungsfeier am 25. Mai 2005 war Prinzessin Benedikte zu Sayn-Wittgenstein-Berleburg, die Schwester der dänischen Königin Margrethe II., anwesend. Die Namensgebung nach Hans Christian Andersen erfolgte anlässlich seines 200. Geburtstages. 
Auf dem Parkgelände lagen ursprünglich Gärten des „Landpflegeheims“, einem nach dem Entwurf des Altonaer Stadtbaumeisters Heinrich Oskar Winkler 1871 fertiggestellten Armenhaus. Die Bewohner nutzten die Gärten zur Selbstversorgung. Das denkmalgeschützte Haus steht direkt am nördlichen Rand des Parks und dient seit den 1990er Jahren Künstlern als Wohn- und Arbeitsstätte. Südöstlich grenzt das Lise-Meitner-Gymnasium an den Park. 
2007 wurde der Park erweitert und Sandstein- sowie Stahlskulpturen des Bildhauers Jan Amelung aufgestellt. Sie stellen Motive aus Andersens Märchen dar. Neben verschiedenen Spiel- und Sportflächen gibt es einen Obstgarten mit alten Obstsorten, in Anlehnung an die ehemalige Nutzung als Garten des „Landpflegeheims“.